# Gotra longicornis
Gotra longicornis là một loài tò vò trong họ Ichneumonidae.